# Morti nel 1897
| Questa pagina contiene informazioni ricavate automaticamente dalle voci biografiche con l'ausilio del template Bio e di un bot. L'aggiornamento è periodico e automatico e ricostruisce completamente la pagina. Se manca una persona in questa lista, sei pregato di non aggiungerla, ma accertati piuttosto che la sua voce biografica contenga il template Bio e che i dati anagrafici siano correttamente compilati. Se il template Bio manca, inseriscilo tu stesso o, in alternativa, metti l'avviso {{tmp\|Bio}} che ne segnala la mancanza. Se i dati riportati sono sbagliati, correggi direttamente la voce biografica; le modifiche saranno visibili in questa lista entro pochi giorni. Per chiarimenti vedi il progetto biografie. La lista contiene solo le 404 persone che sono citate nell'enciclopedia e per le quali è stato implementato correttamente il template Bio. Pagina aggiornata al 18 ago 2025. |

## Gennaio(26)
- 1º gennaio - Adolfo Caminha, poeta e scrittore brasiliano (n. 1867)
- 1º gennaio - Paul Hermann Wilhelm Taubert, botanico tedesco (n. 1862)
- 3 gennaio - Guglielmo Sanfelice d'Acquavella, cardinale e arcivescovo cattolico italiano (n. 1834)
- 3 gennaio - Louis de Mas Latrie, medievista, diplomatista e paleografo francese (n. 1815)
- 5 gennaio - Francesco Saverio Altamura, pittore, scrittore e patriota italiano (n. 1822)
- 6 gennaio - Achille Errani, tenore italiano (n. 1823)
- 9 gennaio - Thomas Gwyn Elger, astronomo britannico (n. 1836)
- 10 gennaio - Lorenzo Vela, scultore svizzero (n. 1812)
- 11 gennaio - Imperatrice Eishō, imperatrice giapponese (n. 1835)
- 11 gennaio - Salvatore Trinchese, scienziato italiano (n. 1836)
- 13 gennaio - David Schwarz, inventore e pioniere dell'aviazione ungherese (n. 1852)
- 15 gennaio - John Crittenden Duval, scrittore statunitense (n. 1816)
- 16 gennaio - Giuseppe Tovini, avvocato, politico e banchiere italiano (n. 1841)
- 17 gennaio - Cornelis Nagtglas, politico olandese (n. 1814)
- 20 gennaio - Luigi Binard, politico italiano (n. 1827)
- 20 gennaio - Aleksandr Prussak, medico russo (n. 1832)
- 22 gennaio - Angelo Bianchi, cardinale e arcivescovo cattolico italiano (n. 1817)
- 22 gennaio - Isaac Pitman, insegnante britannico (n. 1813)
- 23 gennaio - Dario Papa, giornalista e politico italiano (n. 1846)
- 24 gennaio - Hermann Hager, farmacista e scrittore tedesco (n. 1816)
- 28 gennaio - Clemente Rospigliosi, nobile italiano (n. 1823)
- 28 gennaio - Eugène Sevaistre, fotografo francese (n. 1817)
- 29 gennaio - Friedrich von Martini, ingegnere e inventore svizzero (n. 1833)
- 30 gennaio - George Hay-Drummond, XII conte di Kinnoull, nobile scozzese (n. 1827)
- 30 gennaio - Calvin R. Johnson, militare e politico statunitense (n. 1822)
- 30 gennaio - Robert Themptander, politico svedese (n. 1844)

## Febbraio(36)
- 1º febbraio - Constantin von Ettingshausen, geologo e botanico austriaco (n. 1826)
- 1º febbraio - Patrizio Gennari, scienziato e patriota italiano (n. 1820)
- 1º febbraio - Gustav von Kosjek, diplomatico e nobile austriaco (n. 1838)
- 1º febbraio - Stanislao Mercantini, poeta italiano (n. 1837)
- 2 febbraio - Jean-Marie-Georges Girard, barone di Soubeyran-Raynaud, politico, banchiere e dirigente d'azienda francese (n. 1828)
- 2 febbraio - Luisa Ferdinanda di Borbone-Spagna, principessa spagnola (n. 1832)
- 3 febbraio - Elizabeth Pease Nichol, attivista britannica (n. 1807)
- 4 febbraio - Vittorio Arminjon, ammiraglio, esploratore e scrittore italiano (n. 1830)
- 5 febbraio - Charles Radbourn, giocatore di baseball statunitense (n. 1854)
- 6 febbraio - Raffaele Cadorna, generale e politico italiano (n. 1815)
- 7 febbraio - Alessandro Ciaccio, patriota italiano (n. 1818)
- 7 febbraio - Galileo Ferraris, ingegnere e scienziato italiano (n. 1847)
- 7 febbraio - Claude Thomas Alexis Jordan, botanico francese (n. 1814)
- 7 febbraio - Maurizio Sacchi, scienziato e esploratore italiano (n. 1864)
- 7 febbraio - John Bates Thurston, diplomatico e politico britannico (n. 1836)
- 8 febbraio - Angelo Donati, banchiere e patriota italiano (n. 1847)
- 9 febbraio - Luis de Madrazo, pittore spagnolo (n. 1825)
- 10 febbraio - Antonio Bazzini, compositore e violinista italiano (n. 1818)
- 11 febbraio - George Price Boyce, pittore inglese (n. 1826)
- 11 febbraio - Vittorio Mazzoni, medico italiano (n. 1864)
- 13 febbraio - Giacinto Gallina, commediografo italiano (n. 1852)
- 13 febbraio - Friedrich Mitterwurzer, attore teatrale, regista e drammaturgo tedesco (n. 1844)
- 15 febbraio - Elizaveta Grigor'evna Volkonskaja, nobildonna russa (n. 1838)
- 15 febbraio - Alula Engida, militare e politico etiope (n. 1827)
- 15 febbraio - Dimitrie Ghica, politico rumeno (n. 1816)
- 17 febbraio - Alfred Pleasonton, generale statunitense (n. 1824)
- 19 febbraio - Charles Blondin, circense francese (n. 1824)
- 19 febbraio - Karl Weierstrass, matematico tedesco (n. 1815)
- 21 febbraio - Antonino Bonaccorsi, pittore italiano (n. 1827)
- 21 febbraio - Gerasimo di Gerusalemme, arcivescovo ortodosso greco (n. 1839)
- 22 febbraio - Raffaele Postiglione, pittore italiano (n. 1818)
- 22 febbraio - Georges Ville, agronomo e fisiologo francese (n. 1824)
- 23 febbraio - Frédéric Lix, pittore e illustratore francese (n. 1830)
- 25 febbraio - Marie-Cornélie Falcon, soprano francese (n. 1814)
- 25 febbraio - Gabriele Rosa, patriota e scrittore italiano (n. 1812)
- 27 febbraio - Giuseppe Quandel, abate, militare e astronomo italiano (n. 1833)

## Marzo(36)
- 1º marzo - Jules de Burlet, politico belga (n. 1844)
- 1º marzo - Milan Piroćanac, politico serbo (n. 1837)
- 1º marzo - Pietro Giocondo Salvaj, vescovo cattolico italiano (n. 1815)
- 2 marzo - Erwin von Neipperg, militare tedesco (n. 1813)
- 3 marzo - Giuseppe Sagarriga Visconti, avvocato, imprenditore e politico italiano (n. 1826)
- 4 marzo - Teresio Bocca, generale, filantropo e politico italiano (n. 1825)
- 4 marzo - Antônio Moreira César, militare brasiliano (n. 1850)
- 5 marzo - Piero Donnini, politico italiano (n. 1842)
- 5 marzo - Luigi di Borbone-Due Sicilie, principe italiano (n. 1824)
- 6 marzo - Salomé Ureña, poetessa e educatrice dominicana (n. 1850)
- 7 marzo - Harriet Jacobs, scrittrice statunitense (n. 1815)
- 7 marzo - Gustav Adolph Kenngott, mineralogista tedesco (n. 1818)
- 9 marzo - Sondre Norheim, sciatore alpino norvegese (n. 1825)
- 9 marzo - Jamal al-Din al-Afghani, teologo iraniano
- 10 marzo - Teodulo Mabellini, compositore italiano (n. 1817)
- 10 marzo - Savitribai Phule, poetessa, scrittrice e attivista indiana (n. 1831)
- 11 marzo - Eduard Kreyßig, ingegnere e architetto tedesco (n. 1830)
- 11 marzo - Daniel Sanders, lessicografo tedesco (n. 1819)
- 12 marzo - Marcello Barbaro, armatore italiano (n. 1829)
- 13 marzo - Tito Tonoli, organaro italiano (n. 1855)
- 15 marzo - Ferdinando Monroy, principe di Pandolfina, politico italiano (n. 1814)
- 15 marzo - James Joseph Sylvester, matematico britannico (n. 1814)
- 16 marzo - Bernardino Grimaldi, politico italiano (n. 1839)
- 17 marzo - Vittorio Bottego, esploratore e ufficiale italiano (n. 1860)
- 18 marzo - Teodoro Pertusati, insegnante e politico italiano (n. 1836)
- 20 marzo - Antoine Thomson d'Abbadie, esploratore, geografo e numismatico francese (n. 1810)
- 20 marzo - Apollon Nikolaevič Majkov, poeta russo (n. 1821)
- 20 marzo - Joaquim Marques Lisboa, militare e politico brasiliano (n. 1807)
- 20 marzo - Rodolphe Salis, impresario teatrale francese (n. 1851)
- 21 marzo - Alessandro Antoldi, musicista italiano (n. 1815)
- 21 marzo - Girolamo Alessandro Biaggi, compositore e critico musicale italiano (n. 1819)
- 23 marzo - Sofia d'Orange-Nassau, sovrana olandese (n. 1824)
- 24 marzo - Ercole Ferrario, medico, patriota e agronomo italiano (n. 1816)
- 27 marzo - Paolo Angelo Ballerini, patriarca cattolico italiano (n. 1814)
- 28 marzo - Teodoro Sainz Rueda, filosofo e politico spagnolo (n. 1835)
- 29 marzo - Paolo Mencacci, giornalista, scrittore e attivista italiano (n. 1828)

## Aprile(31)
- 2 aprile - Federico Stefani, storico, archivista e patriota italiano (n. 1827)
- 3 aprile - Johannes Brahms, compositore, pianista e direttore d'orchestra tedesco (n. 1833)
- 4 aprile - Florestina di Monaco, principessa monegasca (n. 1833)
- 5 aprile - Paulo Fambri, scrittore, patriota e politico italiano (n. 1827)
- 5 aprile - Fred Hargreaves, calciatore inglese (n. 1858)
- 6 aprile - Giacomo Ginotti, scultore italiano (n. 1845)
- 7 aprile - Giulio Camuzzoni, politico e avvocato italiano (n. 1816)
- 7 aprile - Antonio Fornoni, politico italiano (n. 1825)
- 7 aprile - Ludvig Gade, ballerino, direttore artistico e coreografo danese (n. 1823)
- 8 aprile - Heinrich von Stephan, funzionario e politico tedesco (n. 1831)
- 8 aprile - Vittore Benedetto Antonio Trevisan, botanico e naturalista italiano (n. 1818)
- 9 aprile - Francesco Ambrosi, storico, etnologo e botanico italiano (n. 1821)
- 9 aprile - Ivan Kuz'mič Makarov, pittore russo (n. 1822)
- 9 aprile - Friedrich Georg von Bunge, storico tedesco (n. 1802)
- 10 aprile - Federico Francesco III di Meclemburgo-Schwerin, sovrano tedesco (n. 1851)
- 12 aprile - Edward Drinker Cope, paleontologo, erpetologo e ittiologo statunitense (n. 1840)
- 13 aprile - Augusto Etchécopar, presbitero francese (n. 1830)
- 13 aprile - Philipp Wasserburg, scrittore tedesco (n. 1827)
- 14 aprile - Émile Levassor, ingegnere e pilota automobilistico francese (n. 1843)
- 16 aprile - Lodovico Berti, giornalista, politico e avvocato italiano (n. 1818)
- 17 aprile - Adolphe Hanoteau, generale e linguista francese (n. 1814)
- 17 aprile - Salvatore Meluzzi, organista, compositore e direttore di coro italiano (n. 1813)
- 18 aprile - Charles Olivier de Penne, pittore francese (n. 1831)
- 22 aprile - Domenico Berti, saggista, politico e storico della filosofia italiano (n. 1820)
- 22 aprile - Elizabeth Sackville-West, duchessa di Bedford, nobildonna britannica (n. 1818)
- 23 aprile - Girolamo Torquati, storico e archeologo italiano (n. 1828)
- 25 aprile - Edward Newton, funzionario e ornitologo britannico (n. 1832)
- 26 aprile - Carlo Romagnani, patriota, militare e giornalista italiano (n. 1821)
- 26 aprile - Roberto Stagno, tenore italiano (n. 1840)
- 27 aprile - Guglielmo di Baden, principe tedesco (n. 1829)
- 27 aprile - Amos Ocari, ingegnere e patriota italiano (n. 1823)

## Maggio(48)
- 2 maggio - Romeo Frezzi, attivista italiano (n. 1867)
- 2 maggio - Saro Zagari, scultore italiano (n. 1821)
- 3 maggio - Albert G. Porter, politico, diplomatico e avvocato statunitense (n. 1824)
- 3 maggio - Henri Tolain, politico e giornalista francese (n. 1828)
- 4 maggio - Henry Vandyke Carter, medico, anatomista e illustratore inglese (n. 1831)
- 4 maggio - Johann Georg Fischer, poeta e drammaturgo tedesco (n. 1816)
- 4 maggio - Sofia Carlotta di Baviera, duchessa (n. 1847)
- 6 maggio - Alfred Des Cloizeaux, mineralogista francese (n. 1817)
- 6 maggio - Ines Castellani Fantoni Benaglio, scrittrice italiana (n. 1849)
- 6 maggio - Xavier Montrouzier, botanico, entomologo e zoologo francese (n. 1820)
- 6 maggio - Edward James Stone, astronomo britannico (n. 1831)
- 7 maggio - Ion Ghica, politico rumeno (n. 1816)
- 7 maggio - Enrico d'Orléans, nobile, politico e generale francese (n. 1822)
- 9 maggio - Adolfo Bacci, pittore italiano (n. 1856)
- 9 maggio - Adolf von Catty, generale e politico austriaco (n. 1823)
- 9 maggio - Vincenzo Cordova Savini, politico italiano (n. 1819)
- 9 maggio - Isabella Fernanda di Borbone-Spagna, principessa spagnola (n. 1821)
- 10 maggio - Andrés Bonifacio, rivoluzionario filippino (n. 1863)
- 12 maggio - Minna Canth, scrittrice finlandese (n. 1844)
- 12 maggio - Willem Roelofs, pittore, entomologo e litografo olandese (n. 1822)
- 12 maggio - Ed Schieffelin, esploratore e minatore statunitense (n. 1847)
- 13 maggio - Michelangelo Console, botanico italiano (n. 1812)
- 13 maggio - Galileo Nicolini, religioso italiano (n. 1882)
- 15 maggio - François Duilhé de Saint-Projet, presbitero e poeta francese (n. 1822)
- 15 maggio - Josep Fontserè i Mestre, architetto spagnolo (n. 1829)
- 15 maggio - Carlo Alberto Ferdinando Maffei di Boglio, diplomatico e politico italiano (n. 1834)
- 15 maggio - Filippo Serafini, giurista italiano (n. 1831)
- 16 maggio - Domenico Genoese Zerbi, politico italiano (n. 1824)
- 16 maggio - Camillo Siciliano di Rende, cardinale e arcivescovo cattolico italiano (n. 1847)
- 17 maggio - Guglielmo De Sauget, politico italiano (n. 1820)
- 17 maggio - Antonio Fratti, patriota, politico e avvocato italiano (n. 1845)
- 18 maggio - Charles Yorke, V conte di Hardwicke, politico inglese (n. 1836)
- 19 maggio - Heinrich Lossow, pittore e illustratore tedesco (n. 1843)
- 20 maggio - Horatio King, politico statunitense (n. 1811)
- 20 maggio - Davide Riccardi, arcivescovo cattolico italiano (n. 1833)
- 20 maggio - Matt Wilson, calciatore nordirlandese (n. 1842)
- 21 maggio - Joe Beverley, calciatore inglese (n. 1856)
- 21 maggio - Augustus Wollaston Franks, antiquario britannico (n. 1826)
- 21 maggio - Gregorio Luperón, politico dominicano (n. 1839)
- 21 maggio - Fritz Müller, biologo tedesco (n. 1821)
- 22 maggio - Anne Drummond Home, nobildonna scozzese (n. 1814)
- 23 maggio - Aleko Konstantinov, scrittore bulgaro (n. 1863)
- 24 maggio - Jean Sandherr, militare francese (n. 1846)
- 26 maggio - Frank McCoppin, politico statunitense (n. 1834)
- 27 maggio - John O. Meusebach, imprenditore, naturalista e politico tedesco (n. 1812)
- 28 maggio - François-Louis Français, pittore francese (n. 1814)
- 29 maggio - Julius Sachs, botanico tedesco (n. 1832)
- 30 maggio - Jeanne Arnould-Plessy, attrice teatrale francese (n. 1819)

## Giugno(21)
- 3 giugno - Carlo Meyer, militare e politico italiano (n. 1837)
- 4 giugno - Demetrio Livaditi, scrittore, giornalista e patriota italiano (n. 1833)
- 6 giugno - Oscar Dickson, esploratore, imprenditore e filantropo svedese (n. 1823)
- 7 giugno - Victor Mottez, pittore francese (n. 1809)
- 8 giugno - Francesco Spinelli, politico italiano (n. 1820)
- 9 giugno - Alvan Graham Clark, astronomo statunitense (n. 1832)
- 11 giugno - Carl Remigius Fresenius, chimico tedesco (n. 1818)
- 12 giugno - Friedrich Hermann Wölfert, editore e pioniere dell'aviazione tedesco (n. 1850)
- 15 giugno - Henry Box Brown, attivista e illusionista statunitense (n. 1815)
- 15 giugno - Antonio Picco, patriota, pittore e scrittore italiano (n. 1828)
- 17 giugno - Sebastian Kneipp, abate e presbitero tedesco (n. 1821)
- 18 giugno - Nicolao Galletti di San Cataldo, imprenditore e politico italiano (n. 1813)
- 19 giugno - Charles Boycott, funzionario inglese (n. 1832)
- 20 giugno - Cesare Asti, attore teatrale italiano (n. 1815)
- 20 giugno - Japetus Steenstrup, zoologo danese (n. 1813)
- 20 giugno - Achille Vertunni, pittore italiano (n. 1826)
- 22 giugno - Francesco Carenzi, generale italiano (n. 1837)
- 23 giugno - Luigi Del Moro, architetto italiano (n. 1845)
- 25 giugno - Margaret Oliphant Oliphant, scrittrice e poetessa scozzese (n. 1828)
- 30 giugno - Carlo Faraldo, prefetto e politico italiano (n. 1818)
- 30 giugno - Napoleone Giotti, drammaturgo italiano (n. 1803)

## Luglio(23)
- 4 luglio - Antonio De Dominicis, politico italiano (n. 1826)
- 6 luglio - Henri Meilhac, librettista e drammaturgo francese (n. 1831)
- 7 luglio - Édouard Joseph Dantan, pittore francese (n. 1848)
- 9 luglio - Luigi Caburlotto, presbitero italiano (n. 1817)
- 9 luglio - Augustus Tolton, presbitero statunitense (n. 1854)
- 9 luglio - Luigi Mattia Zorn, arcivescovo cattolico sloveno (n. 1831)
- 10 luglio - Marie-Clotilde-Inès Moitessier, nobildonna francese (n. 1821)
- 12 luglio - Félix Godefroid, arpista belga (n. 1818)
- 12 luglio - Mariano Indelicato, politico italiano (n. 1829)
- 13 luglio - Gregorio II Youssef-Sayour, patriarca cattolico egiziano (n. 1823)
- 14 luglio - Paolo Comotto, architetto italiano (n. 1824)
- 15 luglio - Giovanni Cantoni, patriota, fisico e politico italiano (n. 1818)
- 15 luglio - William Thierry Preyer, psicologo e fisiologo tedesco (n. 1841)
- 15 luglio - Alexander Wheelock Thayer, giornalista e musicologo statunitense (n. 1817)
- 16 luglio - Levin Goldschmidt, giurista tedesco (n. 1829)
- 17 luglio - Giuseppe Nuvolari, imprenditore e patriota italiano (n. 1820)
- 22 luglio - Antonio Puccinelli, pittore italiano (n. 1822)
- 24 luglio - Lafayette McLaws, generale statunitense (n. 1821)
- 25 luglio - William Henry Conley, religioso statunitense (n. 1840)
- 28 luglio - Giovanni De Castro, giornalista, scrittore e drammaturgo italiano (n. 1837)
- 28 luglio - Janko Kersnik, scrittore e politico sloveno (n. 1852)
- 30 luglio - Alfred von Arneth, storico, numismatico e politico austriaco (n. 1819)
- 31 luglio - Auguste Lacaussade, poeta francese (n. 1815)

## Agosto(31)
- 1º agosto - Gaetano Antoniazzi, liutaio italiano (n. 1825)
- 5 agosto - Alessandro Besana, politico italiano (n. 1814)
- 5 agosto - Albert Marth, astronomo tedesco (n. 1828)
- 7 agosto - Gideon Baird, calciatore nordirlandese (n. 1877)
- 7 agosto - Gaetano Licopoli, botanico italiano (n. 1833)
- 8 agosto - Jacob Burckhardt, storico e critico d'arte svizzero (n. 1818)
- 8 agosto - Antonio Cánovas del Castillo, politico spagnolo (n. 1828)
- 8 agosto - Augusto Marini, poeta italiano (n. 1834)
- 8 agosto - Viktor Meyer, chimico tedesco (n. 1848)
- 8 agosto - William Lamb Picknell, pittore statunitense (n. 1853)
- 9 agosto - Giuseppe Cimato, patriota italiano (n. 1812)
- 11 agosto - Antolín Monescillo y Viso, cardinale e arcivescovo cattolico spagnolo (n. 1811)
- 11 agosto - Roberto Pasca, militare italiano (n. 1821)
- 12 agosto - Enrico Morozzo Della Rocca, nobile, generale e politico italiano (n. 1807)
- 14 agosto - William Archer, naturalista irlandese (n. 1830)
- 15 agosto - Giacomo Giuseppe Costa, magistrato e politico italiano (n. 1833)
- 15 agosto - Regina Dal Cin, italiana (n. 1819)
- 17 agosto - Maurizio Dufour, architetto italiano (n. 1826)
- 19 agosto - George Palmer, imprenditore, politico e filantropo inglese (n. 1818)
- 20 agosto - Michele Angiolillo, anarchico italiano (n. 1871)
- 20 agosto - Gerolamo Buonazia, pedagogista italiano (n. 1822)
- 23 agosto - Ugo di Hohenlohe-Öhringen, principe tedesco (n. 1816)
- 24 agosto - Sébastien Lespès, militare francese (n. 1828)
- 24 agosto - Mutsu Munemitsu, politico e diplomatico giapponese (n. 1844)
- 25 agosto - Léon Gautier, storico della letteratura, paleografo e archivista francese (n. 1832)
- 25 agosto - Juan Idiarte Borda, politico uruguaiano (n. 1844)
- 26 agosto - Teresa Jornet e Ibars, religiosa spagnola (n. 1843)
- 27 agosto - Ogden Goelet, imprenditore statunitense (n. 1851)
- 28 agosto - John Braxton Hicks, medico inglese (n. 1823)
- 28 agosto - Raffaele Riviello, presbitero e storico italiano (n. 1840)
- 31 agosto - Louisa Lane Drew, attrice teatrale e impresaria teatrale inglese (n. 1820)

## Settembre(24)
- 2 settembre - Tommaso Vallauri, filologo classico, latinista e politico italiano (n. 1805)
- 4 settembre - Émile Bin, pittore e politico francese (n. 1825)
- 9 settembre - Luigi Raffaele Macry, politico italiano (n. 1829)
- 9 settembre - Ferenc Pulszky, letterato e patriota ungherese (n. 1814)
- 9 settembre - Thomas Rook, fantino britannico (n. 1836)
- 11 settembre - William Compton, IV marchese di Northampton, ammiraglio inglese (n. 1818)
- 12 settembre - Paul Yorck von Wartenburg, filosofo e giurista tedesco (n. 1835)
- 13 settembre - Franklin Story Conant, biologo statunitense (n. 1870)
- 13 settembre - Ignazio Behnam II Benni, patriarca cattolico ottomano (n. 1831)
- 19 settembre - Kornel Ujejski, scrittore e patriota polacco (n. 1823)
- 20 settembre - Wilhelm Wattenbach, storico e archivista tedesco (n. 1819)
- 21 settembre - Giuseppe Guarino, cardinale e arcivescovo cattolico italiano (n. 1827)
- 22 settembre - Charles Denis Bourbaki, generale francese (n. 1816)
- 22 settembre - Antônio Conselheiro, religioso brasiliano (n. 1830)
- 22 settembre - Federico Guglielmo di Meclemburgo-Schwerin, principe (n. 1871)
- 24 settembre - Luigi Tosti, abate, patriota e storico italiano (n. 1811)
- 25 settembre - Angelo Ardinghi, incisore italiano (n. 1850)
- 26 settembre - Maurice Carey Blake, politico statunitense (n. 1815)
- 26 settembre - Joaquín Larraín Gandarillas, arcivescovo cattolico cileno (n. 1822)
- 27 settembre - George Maxwell Robeson, politico statunitense (n. 1829)
- 29 settembre - Luigi Tegas, politico e prefetto italiano (n. 1823)
- 30 settembre - Leopold Auerbach, anatomista e patologo tedesco (n. 1828)
- 30 settembre - Manuel Baquedano, generale e politico cileno (n. 1823)
- 30 settembre - Teresa di Lisieux, monaca cristiana, mistica e teologa francese (n. 1873)

## Ottobre(31)
- 1º ottobre - Leone Giraldoni, baritono italiano (n. 1824)
- 1º ottobre - Xurşidbanu Natəvan, poetessa azera (n. 1832)
- 2 ottobre - Neal Dow, politico e attivista statunitense (n. 1804)
- 4 ottobre - Francis William Newman, docente e scrittore britannico (n. 1805)
- 9 ottobre - Jacopo Bernardi, presbitero, educatore e patriota italiano (n. 1813)
- 9 ottobre - Jan Heemskerk, politico olandese (n. 1818)
- 10 ottobre - Louise Lavoye, soprano francese (n. 1823)
- 11 ottobre - Domenico Bartoli, politico, magistrato e avvocato italiano (n. 1823)
- 11 ottobre - Léon Boëllmann, organista e compositore francese (n. 1862)
- 14 ottobre - Ernesto Mazzella, arcivescovo cattolico italiano (n. 1833)
- 15 ottobre - Konrad Bayer, compositore di scacchi ceco (n. 1828)
- 15 ottobre - Giorgio Tamajo, politico, militare e prefetto italiano (n. 1817)
- 17 ottobre - Franz Xaver von Wegele, storico tedesco (n. 1823)
- 18 ottobre - Ferdinando Panciatichi Ximenes d'Aragona, politico e architetto italiano (n. 1813)
- 18 ottobre - Otto Volger, geologo e mineralogista tedesco (n. 1822)
- 19 ottobre - Alberto Cavalletto, politico italiano (n. 1813)
- 19 ottobre - Berthold Englisch, scacchista austriaco (n. 1851)
- 19 ottobre - George Pullman, inventore e imprenditore statunitense (n. 1831)
- 20 ottobre - Casimiro Teja, illustratore italiano (n. 1830)
- 23 ottobre - Agnese di Anhalt, duchessa (n. 1824)
- 23 ottobre - Ludwig Andreas Buchner, farmacologo tedesco (n. 1813)
- 24 ottobre - Alfred Caldicott, compositore britannico (n. 1842)
- 24 ottobre - Francis Turner Palgrave, poeta e critico letterario britannico (n. 1824)
- 25 ottobre - Francesco Maria Paolucci, avvocato e politico italiano (n. 1818)
- 25 ottobre - John Sartain, incisore britannico (n. 1808)
- 26 ottobre - Luigi Amici, scultore italiano (n. 1817)
- 27 ottobre - Maria Adelaide di Cambridge, nobile britannico (n. 1833)
- 28 ottobre - Hercules Robinson, funzionario britannico (n. 1824)
- 28 ottobre - Giuseppe Ugolini, pittore italiano (n. 1826)
- 29 ottobre - Henry George, economista e politico statunitense (n. 1839)
- 31 ottobre - Giovanni Battista Cavalcaselle, scrittore, storico dell'arte e critico d'arte italiano (n. 1819)

## Novembre(33)
- 1º novembre - John Chard, militare britannico (n. 1847)
- 2 novembre - Rutherford Alcock, diplomatico britannico (n. 1809)
- 2 novembre - Francesco Bonasi, politico e magistrato italiano (n. 1830)
- 4 novembre - Gian Paolo Borghetti, scrittore, poeta e politico francese (n. 1816)
- 5 novembre - Christian Wilhelm Blomstrand, mineralogista e chimico svedese (n. 1826)
- 5 novembre - Carlos Machado de Bittencourt, ufficiale e politico brasiliano (n. 1840)
- 5 novembre - Nicolaus Kleinenberg, zoologo e medico tedesco (n. 1842)
- 6 novembre - Édouard Deldevez, compositore, direttore d'orchestra e violinista francese (n. 1817)
- 6 novembre - Eduard Engelmann, pattinatore artistico su ghiaccio e imprenditore austriaco (n. 1833)
- 10 novembre - Charles Zidler, impresario teatrale francese (n. 1831)
- 11 novembre - Sabato Morais, rabbino, teologo e educatore italiano (n. 1823)
- 13 novembre - Lea Ahlborn, artista svedese (n. 1826)
- 13 novembre - Ernest Giles, esploratore britannico (n. 1835)
- 13 novembre - Jean-Baptiste Pezon, circense francese (n. 1827)
- 14 novembre - Jacinto María Cervera y Cervera, vescovo cattolico spagnolo (n. 1827)
- 14 novembre - Thomas W. Evans, dentista statunitense (n. 1823)
- 14 novembre - Giuseppina Strepponi, soprano italiano (n. 1815)
- 15 novembre - Jakub Gieysztor, politico lituano (n. 1827)
- 15 novembre - Ezio de Vecchi, politico e militare italiano (n. 1824)
- 16 novembre - Giovan Battista Bottero, giornalista e politico italiano (n. 1822)
- 17 novembre - Caroline Shirley, nobildonna inglese (n. 1818)
- 19 novembre - Paolo Angeloni, politico italiano (n. 1838)
- 19 novembre - Louis Gurlitt, pittore tedesco (n. 1812)
- 20 novembre - Sergej Urusov, scacchista russo (n. 1827)
- 21 novembre - Charles Edward Pollock, avvocato inglese (n. 1823)
- 23 novembre - Ramón Lista, militare e esploratore argentino (n. 1856)
- 23 novembre - Stéphane Tarnier, medico francese (n. 1828)
- 24 novembre - Paolo Emilio Evangelisti, patriota italiano (n. 1840)
- 24 novembre - Antonius von Thoma, arcivescovo cattolico tedesco (n. 1829)
- 25 novembre - Alfred von Sallet, numismatico tedesco (n. 1842)
- 26 novembre - Giacomo Sangalli, medico e politico italiano (n. 1821)
- 27 novembre - James Bateman, botanico inglese (n. 1811)
- 29 novembre - Sebastiano De Albertis, pittore italiano (n. 1828)

## Dicembre(24)
- 2 dicembre - Sebastiano Mottura, geologo e ingegnere italiano (n. 1831)
- 3 dicembre - Friedrich August Theodor Winnecke, astronomo tedesco (n. 1835)
- 4 dicembre - Adolf Neuendorff, compositore, pianista e violinista tedesco (n. 1843)
- 5 dicembre - Maximilian Daublebsky von Sterneck, ammiraglio austriaco (n. 1829)
- 5 dicembre - Giuseppe Domenico Felli, scultore italiano (n. 1839)
- 6 dicembre - Nikolaj Michajlovič Al'bov, esploratore, geografo e botanico russo (n. 1866)
- 8 dicembre - Luigi Corsi, avvocato e politico italiano (n. 1815)
- 11 dicembre - Gardiner Greene Hubbard, avvocato e filantropo statunitense (n. 1822)
- 11 dicembre - John Loughborough Pearson, architetto inglese (n. 1817)
- 13 dicembre - Francesco Brioschi, matematico e politico italiano (n. 1824)
- 13 dicembre - Vincenzo Mellini Ponce de León, storico e ingegnere italiano (n. 1819)
- 14 dicembre - Domenico Caldara, pittore italiano (n. 1814)
- 15 dicembre - Ahmadu Tall, sovrano (n. 1836)
- 16 dicembre - Alphonse Daudet, scrittore e drammaturgo francese (n. 1840)
- 16 dicembre - Francesco Tornabene Roccaforte, religioso e botanico italiano (n. 1813)
- 17 dicembre - Aleksandr Stepanovič Kaminskij, architetto russo (n. 1829)
- 18 dicembre - Carlo Alfieri di Sostegno, politico italiano (n. 1827)
- 19 dicembre - Stanislas de Guaita, esoterista e poeta francese (n. 1861)
- 23 dicembre - Effie Gray, nobildonna britannica (n. 1828)
- 23 dicembre - Salvatore Majorana Calatabiano, economista e politico italiano (n. 1825)
- 25 dicembre - Filippo Lussana, fisiologo italiano (n. 1820)
- 27 dicembre - Johannes Müller, pittore svizzero (n. 1806)
- 29 dicembre - Léon Carvalho, impresario teatrale francese (n. 1825)
- 30 dicembre - Andrea Beltrami, presbitero italiano (n. 1870)

## Senza giorno specificato(40)
- Ralph Abercromby, meteorologo britannico (n. 1842)
- Marià Aguiló, linguista e poeta spagnolo (n. 1825)
- Harrison Allen, anatomista statunitense (n. 1841)
- Charles Anderson Dana, poeta e pubblicista statunitense (n. 1819)
- Salomon August Andrée, esploratore, fisico e politico svedese (n. 1854)
- Adam Asnyk, poeta polacco (n. 1838)
- Mattia Azzarelli, matematico italiano (n. 1811)
- Cesira Bacchiani, cantante lirica italiana (n. 1852)
- Augustine-Malvina Blanchecotte, poetessa e scrittrice francese (n. 1830)
- Dario Chini, restauratore e decoratore italiano (n. 1847)
- Lorenzo Coleschi, storico e bibliotecario italiano (n. 1823)
- Ahmad Daneš, scrittore tagiko (n. 1827)
- John Evans, politico e medico statunitense (n. 1814)
- Knut Frænkel, ingegnere e esploratore svedese (n. 1870)
- Letizia Fusarini, attrice teatrale italiana (n. 1826)
- Dario Giacomelli, architetto italiano (n. 1819)
- Rudolf Heidenhain, fisiologo tedesco (n. 1834)
- Enrico Hohenberger, pittore e fotografo austriaco (n. 1843)
- Jang Seung-eop, pittore coreano (n. 1843)
- Giovanni Mai, politico e avvocato italiano (n. 1818)
- Vito Mangiamele, matematico italiano (n. 1827)
- Antonio Maraschi, gesuita italiano (n. 1820)
- Homer Dodge Martin, pittore statunitense (n. 1836)
- Luigi Maschi, medico e saggista italiano (n. 1823)
- Lindoro Mascitelli, politico italiano (n. 1835)
- Giuseppe Migliari, scenografo e pittore italiano (n. 1822)
- Matei Millo, drammaturgo rumeno (n. 1814)
- Giovanni Battista Monteverde, patriota e marinaio italiano (n. 1831)
- Alfred Morrison, collezionista d'arte britannico (n. 1821)
- Varvara Arkad'evna Nelidova, nobildonna russa (n. 1814)
- Emilio Pancani, tenore italiano (n. 1823)
- Michelangelo Pantanella, imprenditore italiano (n. 1823)
- Giovanni Quaquerini, compositore italiano (n. 1820)
- Samuel Rayner, artista inglese (n. 1806)
- Charles Henry Ross, scrittore inglese (n. 1835)
- Étienne Vacherot, filosofo e politico francese (n. 1809)
- Edward Vickers, imprenditore inglese (n. 1804)
- William Wallace, filosofo britannico (n. 1844)
- Roberto Züst, imprenditore svizzero (n. 1843)
- Adrianus Jacobus Zuyderland, militare olandese (n. 1810)